# URN

Sơ đồ Euler biểu diễn URI hoặc là một định vị tài nguyên thống nhất (URL), hoặc một tên tài nguyên thống nhất (URN), hoặc cả hai.

URN, viết tắt của Uniform Resource Name (Định danh Tài nguyên thống nhất)
Một tài nguyên Tên Uniform (URN, engl. "Tên thống nhất cho tài nguyên") là một dạng Định dạng tài nguyên thống nhất (URI) với các đề án phục vụ giao thức urn, dùng để định vị nguồn tài nguyên qua một tên hợp lệ vĩnh viễn và qua đó có thể xác định chúng một cách rõ ràng. Một tài nguyên có thể là bất cứ thứ gì có thể được mô tả bằng cách nào đó rõ ràng - bao gồm cả những thứ rất trừu tượng hoặc vô hình (chẳng hạn như một niềm tin, một khái niệm hoặc một bức xạ), nhưng cũng có những thứ cụ thể như một cuốn sách, một trang web.

## Cấu trúc
URN là URI với giao thức urn. Một URN gồm có nhiều phần được liệt kê dưới đây:
<nowiki><URN>::= "urn:" <NID> ":" <NSS></nowiki>
hay là:
<nowiki>urn:<NID>:<NSS></nowiki>
Một thí dụ:
urn:isbn:3827370191
chỉ đến cuốn sách „Moderne Betriebssysteme" của Andrew S. Tanenbaum qua số ISBN.